# Bacino di Sofia

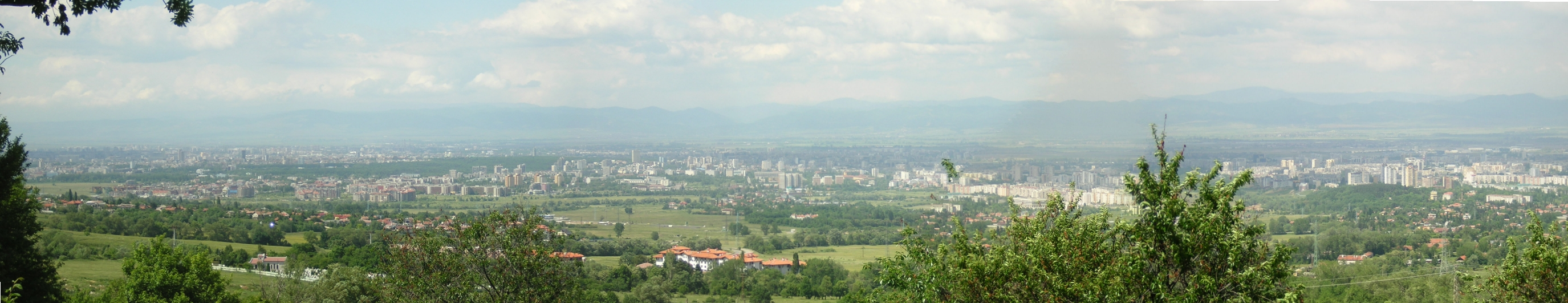
Veduta della città di Sofia e della valle di Sofia dai piedi del monte Vitoša; i monti Balcani sono sullo sfondo; l'entrata al passo di Iskăr è nel mezzo della veduta

La valle di Sofia (in bulgaro Софийско поле?, Sofijsko pole, oppure Софийска котловина, Sofijska kotlovina) è una valle della Bulgaria centro-occidentale, delimitata dai monti Balcani a nord-est, dai monti Viskjar, Ljulin, Vitoša e Lozen a sud-ovest, dal monte Vakarel a sud-est e dalle alture di Slivnica a nord-ovest.

## Formazione
Dopo la formazione del fondo della valle, il corso del fiume Iskăr fu bloccato ed esso trasformò tutta la valle in un lago, costituendo il fondo ghiaioso e argilloso che ora copre buona parte della valle. 
Il lago cessò di esistere quando l'Iskăr riuscì a passare attraverso i Balcani, formando il passo di Iskăr.

## Caratteristiche
La valle di Sofia è ricca di sorgenti di acque contenenti minerali, come Gorna Banja, Pančarevo e Banja, che sono, assieme alla predisposizione della valle all'attività sismica, la conseguenza di questa sua caratteristica.